# Ronen Hoffman
Ronen Hoffman (hebrejsky רונן הופמן‎‎, Ronen Hofman, * 19. července 1963) je izraelský politik a poslanec Knesetu za stranu Ješ atid.

## Biografie
Patřil mezi zakladatele Mezinárodního institutu pro boj s terorismem, který funguje při Interdisciplinary Center v Herzliji. Zde také působí jako přednášející učitel. Zaměřuje se na bezpečnostní tematiku. V minulosti pracoval pro ministra obrany Izraele a byl osobním poradcem předsedy vlády Jicchaka Rabina.
Ve volbách v roce 2013 byl zvolen do Knesetu za stranu Ješ atid.